# Los Valles (Panamá)
Los Valles é um corregimiento no distrito de Cañazas, província de Veraguas, Panamá com uma população de 1.200 a partir de 2010. Sua população a partir de 1990 era 2.045. Sua população a partir de 2000 era 1.245, o número de habitantes diminuiu consideravelmente no distrito de Los Valles.